# Criação Velha
Criação Velha é uma freguesia portuguesa do município da Madalena, na ilha do Pico, Região Autónoma dos Açores, com 18,36 km² de área e 809 habitantes (censo de 2021). A sua densidade populacional é 44,1 hab./km².
Esta freguesia dista 2,5 km da sede do concelho.
A localidade da Criação Velha foi elevada a freguesia no dia 20 de novembro de 1799, e confronta a norte com a freguesia da Madalena e a sul com a freguesia da Candelária.

## História
Apesar de apenas ter sido elevada a freguesia no século XVIII, há registos desta localidade como povoação de alguma importância havia mais de duzentos anos. O topónimo, segundo os historiadores está relacionada com a "criação" de gados, que provavelmente podiam ser bovinos, não sendo no entanto de descurar outras espécies, visto no espaço abrangido pela localidade existem pastagens com referências antigas, localmente denominadas  "terras de mato" que em séculos passados também eram denominadas como "criações". O termo "velha" advêm da sua antiguidade confirmando assim a sua já longa existência.
Esta freguesia localiza-se junto ao litoral, a Oeste da sede do município, entre as freguesias de Madalena e Candelária. Ao contrário de outras freguesias da Madalena do Pico, o território da Criação Velha não se estende até ao topo da Montanha do Pico, uma vez que o seu limite territorial termina a cerca de 2 quilómetros do cume da montanha.

## Topografia
Em altitude, os terrenos apresentam-se relativamente montanhosos e com uma inclinação gradual a caminho do mar. Surgem grandes manchas de coberto florestal, particularmente de floresta endémica das características das florestas da Laurissilva, típicas da Macaronésia por entre parcelas de pasto. Estas florestas, muitas vezes apresentam uma concentração tão densa que as torna de quase  impossível penetração.
A variedade dos terrenos agrícolas, está directamente relacionada com a sua qualidade, que vai deste terras profundas, antigas e muito produtivas com origem em cinzas vulcânicas, aos campos de lavas mais recentes onde o substrato rochoso se encontra à mostra.

## Economia
Estas terras, ao permitirem uma agricultura variada, levou a que grande parte da população da localidade se ocupe em actividades relacionadas com a agricultura, particularmente a pecuária, a Silvicultura e a vitivinicultura.
A pecuária encontra-se particularmente relacionada com a criação de bovinos para a produção de carne e leite. Mais recentemente tem-se notado o desenvolvimento de outras actividades relacionadas com o comércio e os serviços.
Do ponto de vista social e humano esta freguesia apresenta uma elevada dinâmica que está directamente relacionada com a existência da Casa do Povo, uma vez que esta põem ao dispor da colectividade as infra-estruturas capazes de dar o apoio e promover o desenvolvimento das actividades, não só culturais e desportivas, mas também de lazer. Foi desta organização social e da união do povo da localidade que em 1992 nasceu o Grupo Folclórico da Criação Velha.
A Criação Velha é detentora de uma paisagem de grande magnitude, não só pode se encontrar aqui parte da moldura basáltica onde se enquadram os vinhedos da ilha do Pico, detentores do título de paisagem protegida e classificada como Património Mundial pela UNESCO, mas pelo facto de ter a ilha do Faial mesmo em frente.
É nesta localidade que se encontra um dos maiores tubos de lava conhecidos nos Açores, a Gruta das Torres, que apresenta cerca de 5 quilómetros de túneis conhecidos.

## Demografia
A população registada nos censos foi:
| Distribuição da População por Grupos Etários | Distribuição da População por Grupos Etários | Distribuição da População por Grupos Etários | Distribuição da População por Grupos Etários | Distribuição da População por Grupos Etários |
| -------------------------------------------- | -------------------------------------------- | -------------------------------------------- | -------------------------------------------- | -------------------------------------------- |
| Ano                                          | 0-14 Anos                                    | 15-24 Anos                                   | 25-64 Anos                                   | > 65 Anos                                    |
| 2001                                         | 155                                          | 99                                           | 407                                          | 157                                          |
| 2011                                         | 125                                          | 98                                           | 414                                          | 131                                          |
| 2021                                         | 112                                          | 95                                           | 462                                          | 140                                          |

## Localidades
- Alto da Cerca,
- Canada de Beatriz,
- Canada de Pedro Nunes,
- Canada do Bacelo,
- Canada do Costa,
- Canada do Japão,
- Canada do Monte,
- João Lima,
- Lajidos,
- Rosário,
- Tapadas

## Património
Entre o património construído desta localidade destaca-se:
- Igreja de Nossa Senhora das Dores, cuja construção data de 1728,
- Ermida de Nossa Senhora da Boa Viagem, cuja construção datada de 22 de abril de 1979
- Império do Divino Espírito Santo da Criação Velha
- Moinho de vento que se encontra integrado na Zona da paisagem protegida do vinho Verdelho.